# 7766 Jododaira
7766 Jododaira è un asteroide della fascia principale. Scoperto nel 1991, presenta un'orbita caratterizzata da un semiasse maggiore pari a 3,0582596 UA e da un'eccentricità di 0,0827010, inclinata di 11,00181° rispetto all'eclittica.